# Anatólio Topala
Anatólio Topala (em russo:  Анатолий Топала, 28 de março de 1956, Moldávia) é um sacerdote ortodoxo, Arcipreste da Igreja Ortodoxa Russa, Vigário das Paróquias brasileiras da Eparquia da Argentina e América do Sul do Patriarcado de Moscou e Reitor da Igreja de São Sérgio de Radoneje, Porto Alegre.

## Biografia
Nascido em 28 de março de 1956 na Moldávia, filho de um padre ortodoxo. Em 1973 ele se formou no colegial. De 1974 a 1976 serviu no Exército. Em 1976 ingressou no Seminário Teológico de Leningrado, após o qual se matriculou na Academia. Em 27 de setembro de 1982 foi ordenado diácono pelo Arcebispo Cirilo de Viburgo (hoje Patriarca de Moscou e Toda a Rússia). Em 23 de abril de 1984 foi ordenado sacerdote pelo arcebispo Meliton (Soloviov) de Tikhvin. Em 1984, após se formar na Academia Teológica de Leningrado (hoje São Petersburgo), ele foi enviado para a Diocese de Quixinau. De 1984 a 1994 foi encarregado da Catedral da Transfiguração de Bender. Em dezembro de 1993, por decisão do Santo Sínodo, foi nomeado Reitor da Igreja de Pedro e Paulo em Santa Rosa, Rio Grande do Sul. Desde 1995 começou a ministrar à comunidade do Templo de São Sérgio de Radoneje, Porto Alegre, adotado da Igreja Ortodoxa Russa no Exterior. Foi Delegado do Conselho Local da Igreja Ortodoxa Russa em 2009. É responsável pelo Vicariato Ortodoxo Russo do Brasil, sujeito a Eparquia da Argentina e América do Sul do Patriarcado de Moscou.
Anatólio fala russo, moldavo e português.